# Fuerza Nacional Progresista
Die Fuerza Nacional Progresista (FNP) ist eine Partei in der Dominikanischen Republik. Ihre Position im politischen Spektrum bezeichnet sie als Mitte-rechts, wobei sie in moralischen und migrationspolitischen Fragen eher als rechtskonservativ wahrgenommen wird. Die Partei lag bei den Parlamentswahlen 2020 auf Platz 20 der Wählerpräferenz.

## Geschichte
Die Fuerza Nacional Progresista wurde 1980 von Marino Vinicio Castillo (* 1931) als eine Abspaltung vom Partido Reformista Social Cristiano gegründet unter dem Motto „Frieden, Gerechtigkeit, Freiheit“. Die Gründung der Partei wurde von vielen als Abwendung von Joaquín Balaguer interpretiert. Die Ziele der FNP sind vor allem die Eindämmung von Korruption, die Drogenbekämpfung, die Ankurbelung der Wirtschaft und die Verbesserung des Gesundheitssystems. Sie engagiert sich zudem bei der Bekämpfung der illegalen Einwanderung von Haitianern. Sie wird von Castillos Söhnen Pelegrín Horacio Castillo Semán (* 1956) und Vinicio Castillo Semán (* 1963) geführt. Marino Vinicio Castillo ist weiterhin Präsident der Partei (Stand Mai 2021).

## Wahlbeteiligungen
Die FNP beteiligte sich erstmals 1982 an den Parlaments- und Präsidentschaftswahlen, mit bescheidenem Resultat, nachdem sie nur zwei Monate zuvor von der staatlichen Wahlkommission Junta Central Electoral (JCE) anerkannt worden war. 1986, als Marino Vinicio Castillo zum zweiten Mal als Präsidentschaftskandidat antrat, erhielt sie 6684 Stimmen oder 0,32 % Stimmenanteil. Bei der Präsidentschaftswahl 1990 kandidierte Castillo erneut, wobei er diesmal die Unterstützung der Armen, der Bauern und aller Dominikaner, „die Hoffnung auf eine würdige Zukunft hatten“, suchte. Castillo versprach unter anderem eine gerechtere Verteilung des Eigentums durch eine Agrarreform. Sein Resultat blieb mit 6063 oder 0,31 % Stimmenanteil weiter bescheiden, wie auch das der FNP in den Parlamentswahlen mit 9581 Stimmen oder 0,50 % Stimmenanteil. In den Parlamentswahlen 1994 gewann Castillos ältester Sohn Pelegrín Horacio Castillo Semán einen Sitz in der Abgeordnetenkammer für den Distrito Nacional.
Bei den Parlamentswahlen 2006 gewann die FNP einen weiteren Sitz in der Abgeordnetenkammer (José Ricardo Taveras Blanco für Santiago). Bei der Präsidentschaftswahl 2008 erzielte die FNP 48.554 Stimmen oder 1,19 % Stimmenanteil. Bei den Parlamentswahlen 2010 erreichte sie 22.678 Stimmen oder 0,69 % Stimmenanteil, Pelegrín Castillo wurde wiedergewählt. Er aspirierte auch für die Präsidentschaftswahl 2012, zog sich aber zugunsten von Danilo Medina (PLD) zurück. Als er 2014 Energieminister im Kabinett von Danilo Medina wurde, übernahm sein Bruder Vinicio Castillo den Sitz. Bei den Parlamentswahlen 2016 erreichte die FNP 33'170 Stimmen oder 0,73 % Stimmenanteil.
Die FNP war von 1986 bis 2015 in einer Wahlallianz mit dem Partido de la Liberación Dominicana (PLD), dem Anführer des Bloque Progresista, verbunden. Das Bündnis zerbrach, als der PLD eine Verfassungsänderung durchsetzte, die dem Präsidenten Danilo Medina 2016 eine Wiederwahl ermöglichte. Die FNP trat deshalb bei den seit 1994 erstmals wieder gemeinsam stattfindenden Präsidentschafts- und Parlamentswahlen 2016 als unabhängige Kandidatin an und verlor bei 37,1971 Stimmen oder 0,87 % Stimmenanteil ihre Vertretung in der Abgeordnetenkammer, während Pelegrín Castillo in der Präsidentschaftswahl den fünften Platz mit 16.283 Stimmen oder 0,35 % Stimmenanteil erreichte. Bei den Parlamentswahlen 2020 war die FNP (zusammen mit dem Partido Reformista Social Cristiano und dem Bloque Institucional Socialista Demócrata) mit der vom PLD abgespaltenen Fuerza del Pueblo alliiert und unterstützte deren (in der Wahl dann unterlegenen) Präsidentschaftskandidaten Leonel Fernández. Die FNP erzielte für die Abgeordnetenkammer 10.501 Stimmen oder 0,27 % Stimmenanteil und für den Senat 14.485 Stimmen oder 0,37 % Stimmenanteil, gewann jedoch keinen Sitz.